# Heimioporus ridleyi
Heimioporus ridleyi är en svampart som beskrevs av E. Horak 2004. Heimioporus ridleyi ingår i släktet Heimioporus och familjen Boletaceae.   Inga underarter finns listade i Catalogue of Life.